# Григор'єва Реніта Андріївна
Григор'єва Реніта Андріївна (рос. Григорьева Ренита Андреевна; 13 липня 1931, Москва — 19 січня 2021, там само) — радянський і російський режисер та сценарист.

## Життєпис
Народилася 13 липня 1931 року у Москві в родині Андрія Семеновича Шамшина (1903—1972), вченого-агронома, і Ніни Василівни Попової (1908—1994), радянської партійної та громадської діячки.
1955 року закінчила історичний факультет Московського університету ім. М. В. Ломоносова, у 1959 році — режисерський факультет Всеросійського державного інституту кінематографі (майстерня С. А. Герасимова та Т. Ф. Макаровой).
1954 року брала участь в зйомках фільму «Надія», 1956 року — у зйомках фільму «Тихий Дон» (режисер С. А. Герасимов). До 1963 року працювала на ЦСДФ (Центральна студія документальних фільмів), потім на кіностудії імені М. Горького. Більшість документальних фільмів та усі ігрові зняті спільно з чоловіком, Ю. В. Григор'євим.
Автор книги спогадів — «На пути к Дому (Сибирские дневники)» (2006), в якій розкриває багато раніше невідомих широкому колу читачів фактів з життя Василя Шукшина.

## Громадська діяльність
Брала участь у громадському житті, в програмі «Відродження малих міст», в організації й проведенні ювілею Куликовської битви (спільно з В. Г. Распутиным, В. М. Крупіним та іншими, 1980), в освоєнні творчого спадку М. К. Реріха. З 1976 року — голова Єлецького міжнародного земляцтва, допомагала при створенні центру православної культури в Єльці.
Автор публікацій у періодичних виданнях, доповідей на конференціях та конгресах у сфері культури та кінематографії.
Член Спілки кінематографістів СРСР, Росії, секретар правління СК СРСР з 1986 року. Член Гільдії кінорежисерів Росії.

## Родина
- Чоловік — Юрій Григор'єв (нар. 1932), радянський кінорежисер, сценарист;
- Син — Василь Григор'єв (нар. 1958), російський режисер, теле- та кінопродюсер.

## Фільмографія
Режисер:
- 1958 — Дорога на фестиваль (рос. Дорога на фестиваль) (спільно з Ю. Григор'євим)
- 1959 — Ранок нашого міста (рос. Утро нашего города) (спільно з Ю. Григор'євим, Ф. Довлатяном, Л. Мирським)
- 1960 — Слово надається студентам (рос. Слово предоставляется студентам) (спільно з Ю. Григор'євим)
- 1962 — Віденський ліс (рос. Венский лес) (спільно з Ю. Григор'євим)
- 1966 — Серце друга (рос. Сердце друга) (спільно з Ю. Григор'євим)
- 1981 — 9 травня у Сростках (рос. 9 мая в Сростках)
- 1981 — Свята дитинства (рос. Праздники детства)
- 1983 — На батьківщині Шукшина (рос. На родине Шукшина)
- 1985 — Говорить Москва (рос. Говорит Москва) (спільно з Ю. Григор'євим)
- 1987 — Життя одне… (рос. Жизнь одна…)
- 1988 — Слідами фільму «Молода гвардія» (рос. По следам фильма «Молодая гвардия») (спільно з Ю. Григор'євим)
- 1990 — Хлопчики (рос. Мальчики) (спільно з Ю. Григор'євим)
- 1999 — Єлець православний (рос. Елец православный)

Сценарист:
- 1958 — Дорога на фестиваль (рос. Дорога на фестиваль)
- 1962 — Віденський ліс (рос. Венский лес)
- 1976 — Микола Реріх (рос. Николай Рерих) (спільно з Л. Шапошниковою)
- 1981 — Свята дитинства (рос. Праздники детства)
- 1983 — Закон Вернадського (рос. Закон Вернадского)
- 1985 — Говорить Москва (рос. Говорит Москва)
- 1985 — Солдати Орлови (рос. Солдаты Орловы)
- 1987 — Життя одне… (рос. Жизнь одна…) (спільно з Ю. Григор'євим)
- 1988 — Іменем Шукшина (рос. Именем Шукшина)
- 1990 — Хлопчики (рос. Мальчики)

Акторка:
- 1964 — Живе такий хлопець — міська жінка

## Нагороди
- Державна премія СРСР (1983) — за фільм «Свята дитинства» (1981).